# 东汉平陇西之战
东汉平陇西之战，东汉建武六年（30年）四月至建武十年（34年）十月，东汉统一战争时，汉光武帝刘秀平陇西（今甘肃省中、东部地区）隗嚣的战役。
隗嚣聚众十余万，占据了今甘肃陇西地区。其地连巴蜀，近关中，对东汉刘秀威胁极大。平定关东前，光武帝采取“联陇制蜀”之策，隗嚣一直附汉，多次打败公孙述军北进，使刘秀集中力量于东方。30年四月，光武帝至长安，告知隗嚣将派建威大将军耿弇等七将军从陇西攻蜀。隗嚣反对，并派大将王元率兵据陇坻（今陕西陇县西北），伐木堵住道路阻止止汉军进攻。四月，汉军沿渭北平原翻陇山仰攻陇坻，结果大败。王元跟踪追击，马武率精锐骑兵断后，使汉军得以撤回，刘秀留下耿弇守漆县〔今陕西彬县），冯异守栒邑（今陕西旬邑东北），祭遵守汧县（今陕西陇县南），另调吴汉由洛阳西进，在长安集结兵力。隗嚣乘胜派行巡攻打栒邑，王元取汧县，均被东汉击败。割据河西的窦融归附刘秀，进攻金城（今甘肃省兰州市西北），击破帮助隗嚣前羌族豪强何封等部，隗嚣腹背受敌。隗嚣大将马援也在隗嚣反汉时，归附东汉。光武帝给其骑五千，招降隗嚣所部和羌族豪长，从内部分化瓦解隗嚣，隗嚣上书刘秀表示亲善，企图以此作为缓兵之计，没有成功。即派使者向公孙述称臣。31年春，公孙述立隗嚣为朔宁王，出兵援救陇西。秋，隗嚣亲率步骑三万进攻安定郡（郡治高平，今宁夏固原），进至阴槃（今甘肃省泾川县东）。另派军队进攻汧县，企图夺取关中，冯异、祭遵分别击败隗嚣军。32年春，来歙率军两千，秘密从番须（今陕西陇县北）、回中（今陕西陇县、华亭之间），袭占略阳（今甘肃庄浪县西南秦安城东北），威胁隗嚣占据的冀县（今甘肃省甘谷南），隗嚣以精锐反攻略阳数月来克。闰四月刘秀利用隗嚣顿兵坚城、士卒疲劳之机，进兵高平第一城（今宁夏固原），窦融也率河西步骑数万前来会战。汉军分路挺进陇山，招降瓦亭（今宁夏固原西南）守将牛邯等隗嚣大将十三人。属县十六、兵十余万皆降，略阳解围。隗嚣率残部逃到西城（今甘肃省天水市西南）。东汉占领天水部。农民军余部复起，京师洛阳骚动，光武帝赶回洛阳。十一月，岑彭水灌西城时，隗嚣部将王元、行巡、周宗率蜀地援率军五千人赶到，从高地反击，汉军措手不及，王元等突入西城，迎隗嚣入冀县。当时汉军补给困难，粮食已尽，各部被迫退出陇西。隗嚣收拾残部，一时又夺占陇西数郡。33年正月，隗嚣死。部众拥立其少子隗纯为王。34年八月，耿弇、寇恂攻破高平第一城。十月，来歙、盖延攻破落门（今甘肃武山东北），王元只身投靠公孙述，隗纯降汉。此战，历时4年，陇西始平定。